# George Albert Cairns
George Albert Cairns, angleški pehotni častnik, * 12. december 1913, † 19. marec 1944.
Leta 1944 je prejel Viktorijin križec, britansko najvišje in najbolj prestižno odlikovanje za pogum pred sovražnikom, ki ga je izkazal med operacijo Četrtek burmanske kampanje druge svetovne vojne.

## Življenje
Rodil se je 12. decembra 1913 Albertu Hernyju in Rose Sophii Cairs.
Kot poročnik The Somerset Light Infantry (Prince Albert's) je bil dodeljen The South Staffordshire Regiment in se udeležil druge činditske ekspedicije v Burmi.
13. marca 1944 se je odlikoval v boju, zakar je prejel Viktorijin križec. Utemeljitev odlikovanja je bila sledeča:
12. marca 1944 so kolone South Staffordshire Regiment in 3. bataljona 6th Queen Elizabeth's Own Gurkha Rifles postavile cestno in železniško blokado preko japonskih komunikacijskih poti pri Henu Blocku.
Japonci so močno protinapadli ta položaj zgodaj zjutraj 13. marca 1944 in South Staffordshire Regiment je dobil ukaz, da napade položaj na vrhu hriba, ki je predstavljal bazo za japonski napad.
Med to akcijo, v kateri je poročnik Cairns najbolj doprinesel, ga je napadel japonski častnik, ki mu je s svojim mečem skoraj odsekal levo roko. Poročnik Cairns je ubil tega častnika, pograbil meč in nadaljeval z vodenjem svojih vojakov v napadu ter zamahujuč levo in desno z zaseženim mečem je ubil in ranil več Japoncev, dokler sam ni padel na tla.
Poročnik Cairns je posledično umrl zaradi svojih ran.

Njegova akcija je spodbudila njegove tovariše, da so pozneje Japonce popolnoma premagali, kar je bila velika redkost tistega časa.
Blaker je umrl za posledicami ran, prejetih v tem boju. Pokopan je na Taukjanskem vojnem pokopališču v Burmi.

## Podelitev odlikovanja
Izvirni predlog za podelitev odlikovanja je bil pri generalmajorju Wingatu, ko je le-ta umrl v letalski nesreči. Šele po dolgoletnih prizadevanjih Cairnsove žene je kralj Jurij VI. Britanski 20. maja 1949 posmrtno odlikoval Cairnsa s Viktorijinim križcem; to je bila tudi zadnja podelitev tega odlikovanja za dejanje, izvršeno med drugo svetovno vojno.